# Nuhašše
Nuhašše (även Nuhašša) var ett område i nordvästra Syrien som blomstrade under 1000-talet f.Kr. Nuhašše var en federation av mindre kungadömen styrda av egna kungar men med en gemensam överkung. Nuhašše kom under sin historia att växla hand mellan Egypten, Mittani och senare Hettiter-riket. Under Hettiterna gjorde området uppror vilket resulterade i att de annekterades av dem.

## Historia
Nuhašše betyder rik eller framgångsrik på fornsemitiska och området sträckte sig från Eufratdalen i öst till Orontesdalen i väst samt från Hama i söder till Aleppo i norr. Ebla var inte en del av Nuhašše utan var ett helt självständigt rike. Området sträckte sig inte heller till själva Eufrat då rikena Emar och Ashtata låg emellan och det är oklart huruvida riket faktiskt nådde Orontesfloden då det är debatterat huruvida riket Niya var del av Nuhaššeförbundet. Av hettitiska källor framgår att området inte hade en ensam kung utan styrdes av flera mindre stater, eftersom skrifterna nämner "Nuhaššes kungar". Nuhaššes viktigaste stad skall ha varit Ugulzat och det skall ha varit där som överkungen haft sin hemort.
Nuhašše omnämns för första gången i den hettitisk-hurritiska texten "frihetssången". Texten skall vara en kopia av ett original från 2000-talet f.Kr. och i den omnämns Nuhašše som allierat till Ebla. Området nämns även i källor från Mari och Alalakh men det framgår inte i dem om området på något sätt var enat. Efter Maris fall verkar norra Nuhašše ha varit vasaller till Yamhad medan södra Nuhašše var vasaller till Qatna.
På 1400-talet f.Kr. erövrades området av egypterna under Thutmosis III och en vasallkung placerades som härskare över området. Fyra kungar skall ha härskat i Nuhašše innan området tillföll Mitanni-riket och de fortsatte där vara vasallstater.
En Hettitisk text från 1200-talet nämner en gränsdispyt mellan Nuhašše och Aleppo där befolkningen i Nuhašše ber Mitanniriket ingripa. Mitannikungen genomförde en kampanj mot Aleppo och gav de områden han erövrat till Nuhašše. Hettiterkungen Hattusili ingrep i det hela men då befolkningen i Aleppo gjort någon slags oförrätt mot honom lät han Nuhašše behålla de områden som tidigare givits till dem. Det är oklart vilket Hattusili som menas i texten och den är skriven så att läsaren förstår att det hela rör sig om något som hänt tidigare i historien. En teori är att denna Hattusili varit medregent till Arnuwanda I och händelsen skall därmed ha inträffat i början av 1300-talet f.Kr. Vid tiden för skriften existerade inte Nuhašše längre som självständig stat.
Amarnabreven berättar om att Nuhašše under Akhenatons tid som farao av Egypten skall ha legat i konflikt med staten Amurru.
I slutet av 1300-talet f.Kr. erövrades Mittani-riket slutligen helt av Hettiterna och Nuhašše blev därmed deras vasaller. Nuhašše, Alalakh och Niye gjorde uppror mot Hettiterna men misslyckades. Områdena inlemmades därefter helt i Hettiter-riket med undantag av Alalakh som gavs som gåva till vasallriket Ugarit.